# 하이델베르크 논쟁
하이델베르크 논쟁 (Heidelberg Disputation)은 1518년 4월 26일 아우구스티누스 수도회 강당에서 열렸다. 마틴 루터 (Martin Luther)는 수도원 대의원으로서 그의 견해를 분명히 밝히기 시작했다. 하나님의 사랑과 인간의 사랑의 대조는 그의 논제의 핵심이었다. 여기서 루터는 인간 부패와 노예의지에 대한 교리를 옹호했다. 스트라스부르의 종교개혁가 마르틴 부서 (Martin Bucer)는 여기서 루터 (Luther)의 주장을 듣고 그의 열렬한 추종자가 되었다. 이 논쟁이 요한 엑크(Johann Eck)가 마틴 루터에게 도전하여 라이프치히 논쟁(Leipzig Debate)으로 이끌게 되었다.

## 같이 보기
- 십자가의 신학
- 라이프치히 논쟁
- 보름스 회의
- 요한 에크
- 요한 테첼
- 종교 개혁
- 종교 개혁가

## 참고 문헌
- Kittelson, James (1986), 《Luther the Reformer》, Minneapolis: Augsburg Publishing House, ISBN 9780806622408, 2012년 11월 18일에 확인함
- Kolb, Robert (2009), 《Martin Luther》, New York: Oxford University Press, ISBN 9780199208944, 2012년 11월 18일에 확인함
- Totten, Mark (2003), “Luther on unio cum Christo: Toward a Model for Integrating Faith and Ethics”, 《The Journal of Religious Ethics》 (Wiley-Blackwell) 31 (3): 443–462, doi:10.1111/1467-9795.00147, ISSN 0384-9694, JSTOR 40008337